# Cedro de São João
Cedro de São João is een gemeente in de Braziliaanse deelstaat Sergipe. De gemeente telt 5.522 inwoners (schatting 2009).

## Geboren in Cedro
- João Batista Nunes de Oliveira, "Nunes" (1954), voetballer